# PSSST
PSSST es un videojuego de Spectrum realizado en 1983 por la compañía Ultimate Play The Game, nombre comercial de Ashby Computers&Graphics y una de las compañías más valoradas de software de 8 bits. El juego fue desarrollado por los por los hermanos Tim y Chris Stamper, creadores de la compañía en 1982.
PSSST es el segundo lanzamiento de la compañía tras Jetpac y como éste desarrollados para la versión de 16 K de Sinclair.
En el juego asumimos el papel de un robot llamado Robbie, encargado de cuidar la única planta que crece en su jardín. Misión ésta que se verá dificultada por diferentes plagas de insectos que tratarán de comérsela hasta la raíz, lo que supondría nuestro fracaso como jardinero.
En la pantalla de juego nos aparece nuestra planta que va creciendo lentamente, a los lados aparecen una serie de estanterías donde irán apareciendo y podremos depositar los diferentes botes de insecticida con los que nuestro robot deberá hacer frente a los ataques, en dichas estanterías aparecerán también objetos que nos permitirán aumentar nuestra puntuación.
El objetivo del juego es conseguir que dicha planta florezca y sea capaz de mantener sus hojas. El problema radica en que hay una serie de insectos que atacan la planta y si consiguen alcanzarla está empezará a menguar hasta desaparecer, lo que sería nuestro fin. Nuestro cometido será impedir que dichos insectos ataquen la planta y así conseguir el objetivo del juego llegando a crear una planta sana y florida, lo que nos permitirá pasar de nivel.
A medida que subamos de nivel, nuevas especies irán apareciendo, estas tendrán diferentes patrones de movimiento. Además, cada una de las especies sólo puede ser eliminada con un tipo de insecticida determinado, que distinguiremos por su color, los otros sólo los paralizarán brevemente. A medida que los niveles se incrementen, en una misma pantalla aparecerán diferentes tipos de insectos a la vez, lo que complica la cosa al tener que cambiar constantemente de insecticida.
El juego presenta unos coloridos gráficos a pesar de la época en que está realizado y las grandes limitaciones de memoria del ZX Spectrum 16 k. Contó con gran aceptación de crítica y público.